# Elektronikpraxis
Elektronikpraxis –  Das professionelle Elektronikmagazin (Eigenschreibweise: ELEKTRONIKPRAXIS) ist ein Fachmedium für professionelle Elektronik der Vogel Communications Group GmbH & Co. KG. Das Angebot umfasst eine zweiwöchentlich erscheinende Fachzeitschrift mit zusätzlichen Messezeitungen und Sonderheften, mehrere Online-Fachportale und Social-Media-Kanäle sowie eine Vielzahl von Fachveranstaltungen. Zu den Themenschwerpunkten der Elektronikpraxis zählen Hardwareentwicklung, Softwareentwicklung, Bauteilebeschaffung, Elektronikfertigung und Elektronikmanagement. Die Elektronik Praxis entstand 1966 im damaligen Westdeutschland als Schwesterblatt der Fachzeitschrift Elektrotechnik Automatisierung.
Die Fachzeitschrift hat eine verbreitete Auflage von 35.909 Exemplaren (3. Quartal 2020). Die Redaktion hat ihren Sitz in München.
Die Elektronikpraxis veranstaltet jährlich ca. 20 Elektronikkongresse und Entwicklerkonferenzen sowie zahlreiche Spezialseminare. Darunter befinden sich der ESE Kongress für Embedded-Software-Engineering, die FPGA-Conference Europe, der Anwenderkongress Steckverbinder und das Praxisforum Elektrische Antriebstechnik sowie die Embedded-Linux-Woche.
Ende des Jahres 2020 hat die Elektronikpraxis unter jobs.elektronikpraxis.de einen Stellenmarkt für die Elektronikwelt und angrenzende High-Tech-Branchen gestartet. Seit 2012 erhebt Elektronikpraxis außerdem jährlich einen Gehaltsreport, der im „Karrieremagazin 360°“ veröffentlicht wird.